# Campylostemon mitophorum
Campylostemon mitophorum är en benvedsväxtart som beskrevs av Ludwig Eduard Theodor Loesener. Campylostemon mitophorum ingår i släktet Campylostemon och familjen Celastraceae. Inga underarter finns listade.